# Acalypha leptopoda
Acalypha leptopoda är en törelväxtart som beskrevs av Johannes Müller Argoviensis. Acalypha leptopoda ingår i släktet akalyfor, och familjen törelväxter. Inga underarter finns listade i Catalogue of Life.